# 红山子乡
红山子乡，是中华人民共和国内蒙古自治区赤峰市克什克腾旗下辖的一个乡镇级行政单位。

## 行政区划
红山子乡下辖以下地区：
大浩来图村、永合村、福盛号村、小浩来图村、双合旺村和天太永村。